# Franz Bredemeyer

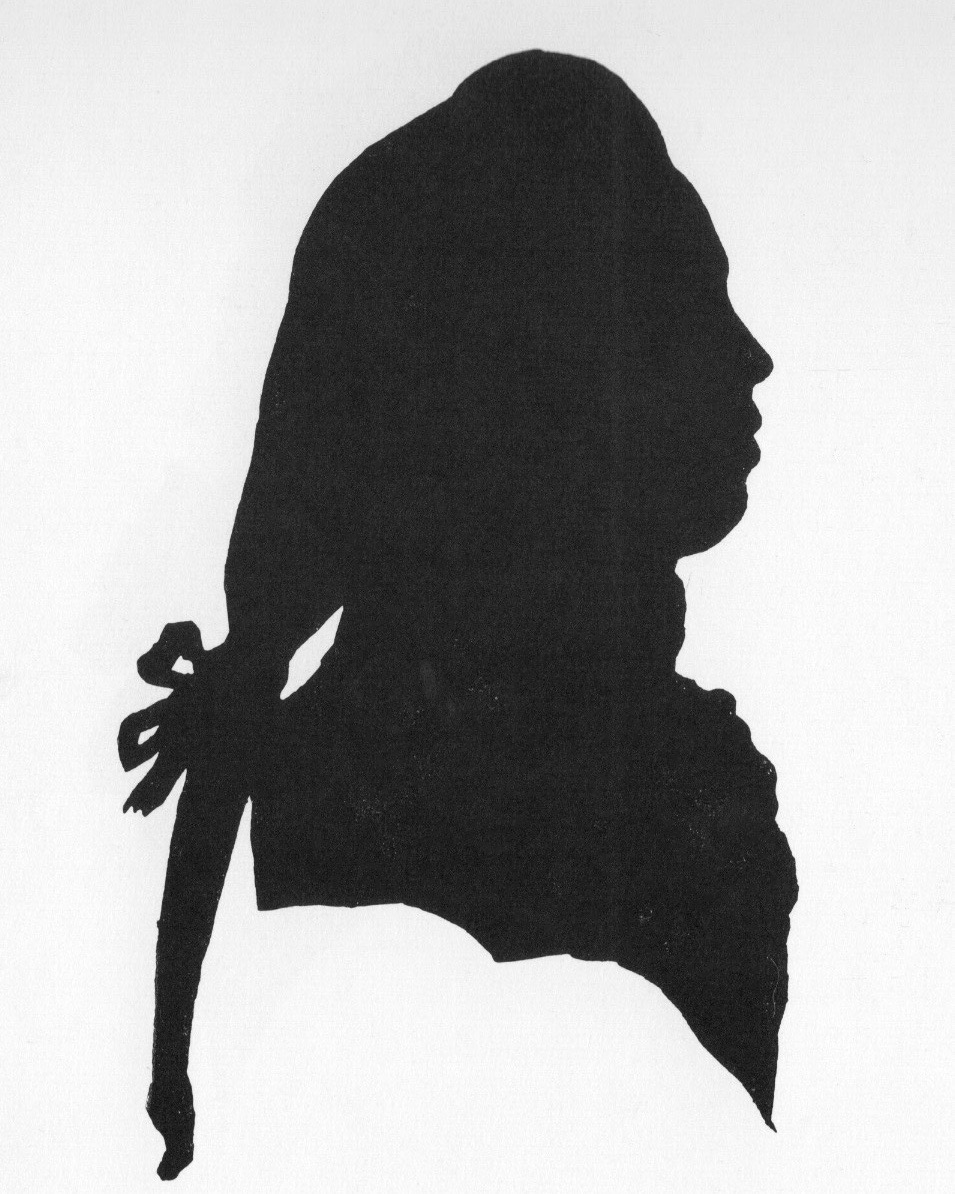
Bernhard Albrecht Moll: Einziges existierendes Bild von Bredemeyer, Philadelphia 1783.

Franz Bredemeyer (* 1758; † 1839 in Schönbrunn) war ein in Wien tätiger Gärtner. Er nahm 1783–1788 an der Märter-Expedition zur Beschaffung von Pflanzen, Tieren und Mineralien teil, wobei er selbständig Martinique, Puerto Rico und Venezuela bereiste. Ab 1827 leitete er die Hofgärten und die Menagerie in Schönbrunn.

## Leben
Bredemeyers Herkunft ist ungeklärt. Wenn man aus der Verbreitung seines Familiennamens schließen darf, stammte er aus Niedersachsen. Sein Handwerk lernte er möglicherweise auf einem der Schlösser der Hocharistokratie in Mähren. In Schönbrunn wurde er Gehilfe von Hofgärtner Ryk van der Schot.

### Teilnehmer der Märter-Expedition
Mit ca. 24 Jahren erhielt Bredemeyer die Chance, mit den Botanikern Franz Joseph Märter und Matthias Leopold Stupić, dem Maler Bernhard Albrecht Moll und van der Schots erstem Gehilfen Franz Boos an einer Mission zur Beschaffung exotischer Pflanzen, Tiere und Mineralien teilzunehmen, die von Kaiser Joseph II. finanziert wurde. Das Expeditionsteam reiste von April bis September 1783 über Brüssel, Paris und Le Havre nach Philadelphia, wo es kurz nach dem formellen Ende des Amerikanischen Unabhängigkeitskriegs eintraf. Bredemeyer ging mit Moll auf Botanisierreise und fuhr im Dezember mit ihm auf dem Seeweg nach Charleston (South Carolina), wo sie im Januar 1794 wieder mit den anderen Forschern zusammentrafen.
In der Folge kehrten Moll und Stupić der Expedition den Rücken und ließen sich in Charleston nieder. Auch Boos und Bredemeyer wurde von Märter Ungehorsam, Letzterem zudem Gleichgültigkeit vorgeworfen. Er betrage sich, „als wenn er nur, um sich zu gute zu thun, wäre abgeschickt worden“. Von Juni bis November brachte Bredemeyer von Charleston aus den ersten Transport von Sammelgut über London und Ostende nach Wien zurück. Wie Märter befürchtet hatte, ging es dabei nicht ohne Verluste ab.
Trotzdem entsandte Joseph II. Bredemeyer Ende 1784 wieder nach Amerika, worum dieser gebeten hatte. Dies zeigt, dass Märter kein so schlechter Chef war, wie der Kaiser nach dem Absprung von Moll und Stupic gemeint hatte. In Begleitung des Gärtners Joseph Schücht fuhr Bredemeyer über Bordeaux nach Saint-Pierre auf Martinique, wo er im März 1785 eintraf. Zwar blieb er dort lange ohne Nachricht vom Expeditionsleiter, doch benützte er den Aufenthalt zum Botanisieren. Als Märter im Juni Bredemeyer und Schücht in Martinique abholen wollte, zwang ihn Seekrankheit, auf Guadeloupe haltzumachen. Die Gärtner trafen ihn erst im August in Cap-Français (Cap-Haïtien) auf Saint-Domingue (Haiti). Obwohl zeitweise alle drei krank waren, bereiste Bredemeyer bis im Februar 1786 als erster Botaniker überhaupt das spanische Puerto Rico.

### Mission nach Venezuela
Im Februar 1786 wurden Bredemeyer und Schücht von Märter nach Venezuela entsandt. Über Puerto Rico und den Hafen La Guaira erreichten sie im März Caracas. Ursprünglich hätte wohl Boos dorthin reisen sollen. Jedenfalls gab Märter Bredemeyer dessen Papiere mit, was bis heute für Verwirrung sorgt. Die Gärtner wurden der Wirtschaftsspionage verdächtigt und kämpften mit Geldsorgen. Für diese Schwierigkeiten machte man in Wien offenbar Märter verantwortlich, den Bredemeyer aber in Schutz nahm: Er habe ihn in Saint-Domingue als „sehr rechtschaffen“ kennen gelernt, „so das ich mich vor sehr glücklich geschätzt (hätte,) die ganze Weldt mit ihm zu umreisen“.
In der Umgebung von Caracas fand Bredemeyer die Arzneipflanze Sabadill (Schoenocaulon officinale), die er 1807 beschrieb. Im September ritten er und Schücht ostwärts nach Guatire, Caucagua und Capaya (alle im heutigen Bundesstaat Miranda). 13 Jahre vor Alexander von Humboldt und Aimé Bonpland sahen sie bei Capaya im tropischen Regenwald der Küstenkordillere den Amerikanischen Kuhbaum (Brosimum utile). Von März bis Mai 1787 hielten sie sich westlich von Caracas in den Tälern des heutigen Bundesstaats Aragua und den Llanos (Ebenen) auf. Im April 1788 schifften sie sich in La Guaira wieder ein. Über das niederländische Curaçao, wo sie den amerikanischen Schoner The Commerce charterten, erreichten sie im Juli Amsterdam und im September Wien.
Auch wenn der Botaniker Nikolaus Joseph von Jacquin entsprechende Hinweise unterließ, stammen viele Pflanzen, die er im Prachtwerk Plantarum rariorum horti cæsarei Schœnbrunnensis descriptiones et icones (1797–1804) beschrieb, von Bredemeyer. Dessen Pflanzensammlung wurde später nach Berlin verkauft. Seinen Unterlagen entnahm der Botaniker Carl Ludwig Willdenow unter anderem eine Beschreibung von Kakaoplantagen in Venezuela unter rot blühenden, von Papageien bevölkerten Bucarés (Korallenbäumen).  Nach Bredemeyer sind heute eine Pflanzengattung und verschiedene Pflanzenarten benannt.

### Direktor von Hofgärten und Menagerie

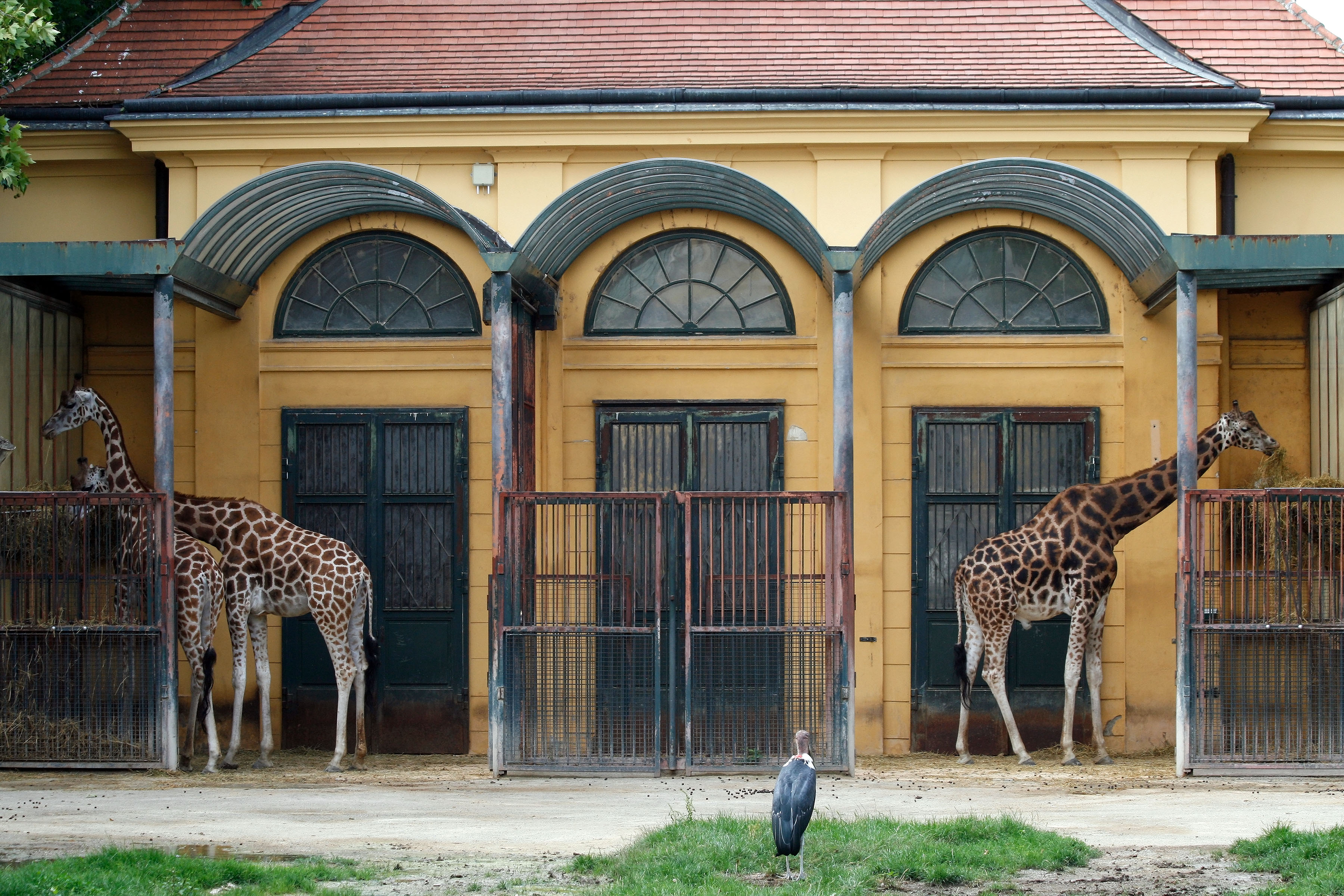
Unter Bredemeyers Leitung erstelltes Giraffenhaus im Tiergarten Schönbrunn (Zustand von 2010).

Nach der Rückkehr aus Südamerika hatte Bredemeyer gleich zweimal Pech: Ab Ende 1788 leitete er auf Vorschlag Märters, den Joseph II. zum Professor an der Universität Brüssel ernannt hatte, deren botanischen Garten, doch mussten die beiden wegen der Brabanter Revolution im Oktober 1789 aus Belgien fliehen. Im April 1792 schiffte sich Bredemeyer mit van der Schots Sohn Joseph in Genua ein, um nach Ostindien zu fahren und den von Boos 1788 am Kap der Guten Hoffnung zurückgelassenen Gärtner Georg Scholl heimzuholen. Der Ausbruch des Ersten Koalitionskriegs führte aber zu Streit mit dem französischen Kapitän Nicolas Baudin, dem die Fregatte La Jardinière (Die Gärtnerin) gehörte, so dass dieser die Österreicher im Oktober in Málaga zurückließ.
1793 wurde Bredemeyer Aufseher der Obst- und Parkanlagen von Schönbrunn. Später betreute er dort die Gärten der Erzherzöge, worunter das Alpinum. In Pressburg (Bratislava) legte er die Wiennersche Obstanlage an. 1802 begleitete er die Erzherzöge Anton, Johann und Rainer auf die Schneealpe, wo sie ihn „eine ganze Wagenladung für die Botanik merkwürdiger Kräuter“ sammeln ließen, 1807 Erzherzog Rainer auf die Saualpe. Die Orangerie in Schönbrunn, welche ihm unterstand, beschäftigte allein im 190 Meter langen großen Glashaus 13 Personen. Zudem umfasste sie „viele Ananas-, Orange- und Winterobst-Häuser“.
Nach der Pensionierung von Boos bekleidete Bredemeyer bis zu seinem Tod, 1827–1839, das Amt des Direktors der Hofgärten und der Menagerie. Unter seiner Leitung entstanden 1828 in Schönbrunn das Giraffenhaus und in einem Glashaus des holländischen Hofgartens ein Ensemble parasitischer Pflanzen, „wie es bisher in solcher Naturnachbildung und Gruppirung noch nicht gesehen worden ist“. Er wurde 1834 kaiserlicher Rat und war Mitglied der Landwirtschaftsgesellschaft in Wien sowie korrespondierendes Mitglied  der Horticular Society of London, der Mährisch-Schlesischen Gesellschaft zur Beförderung des Ackerbaues, der Natur- und Landeskunde in Brünn sowie der Pomologischen Gesellschaften in Brünn und Altenburg.
Bredemeyer wurde 80 Jahre alt. Seine Frau Caroline starb um einiges früher, worauf ihm eine unverheiratete Tochter den Haushalt geführt zu haben scheint.

## Benützte ungedruckte Quelle
- Österreichische Nationalbibliothek, Sammlung von Handschriften und alten Drucken, Cod. Ser. N. 3517.